# Første italiensk-abessinske krig
Den første italiensk-abessinske krig eller den første italiensk-etiopiske krig var en krig udkæmpet i Etiopien mellem Kongeriget Italien og Kejserriget Abessinien i 1895 og 1896. Etiopiens militære sejr i krigen gjorde landet til det eneste afrikanske land som militært modstod europæisk kolonisation.
En af italienernes grunde til at gå i krig var den to-sprogede Wuchale-traktat, der på italiensk hævdede, at Etiopien skulle blive et italiensk protektorat, mens på amharisk blot fastslog, at Etiopien kunne vælge at bruge italienske diplomater til udenrigsforhandlinger. Italienerne havde før dette støttet kejser Menelik II i at samle landet og udråbe sig til kejser. Etiopierne håbede på europæisk hjælp, særlig fra Frankrig, men sådan hjælp kom imidlertid ikke.
Italienerne blev knust ved Slaget ved Adwa, da de forsøgte at trække sig tilbage. Etiopisk selvstændighed blev derved sikret for en periode, men senere erobrede Italien under Benito Mussolini landet i 1936 under Den anden italiensk-abessinske krig, og gjorde Etiopien til en del af Italiensk Øst-Afrika.